# Orbitador para Lunas de Hielo de Jupiter

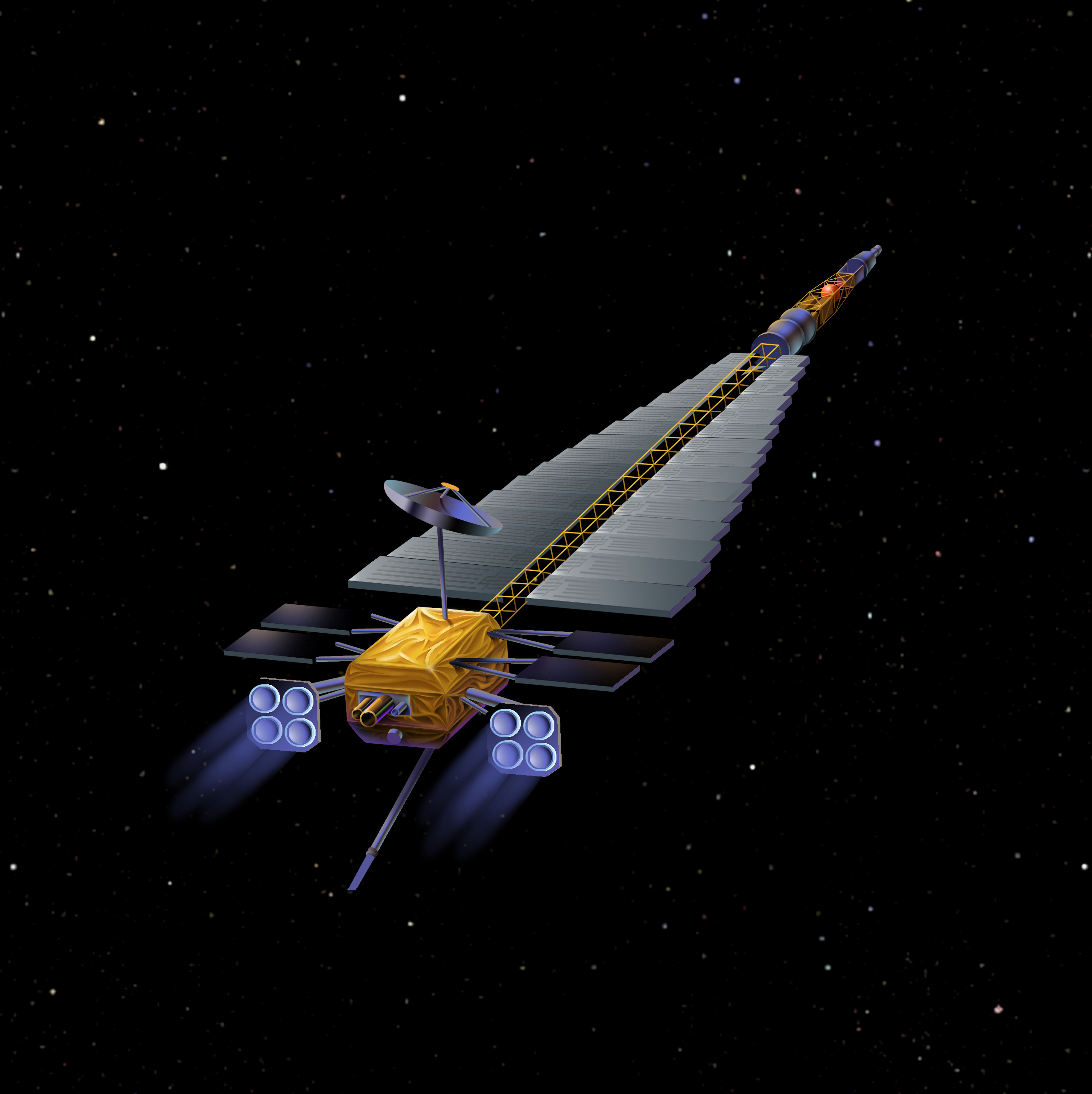
Dibujo conceptual de la sonda.

El Orbitador para Lunas de Hielo de Júpiter (JIMO, por sus siglas en inglés) fue una nave propuesta para explorar con más detalle las lunas de hielo de Júpiter. El objetivo principal era la luna Europa, que se cree tener un océano de agua cubierto por una larga capa de hielo y un posible sitio para la búsqueda de vida extraterrestre en el sistema solar. Las lunas Ganímedes y Calisto también es posible que contengan agua y también eran blanco para la sonda.

## Cancelación
Debido al cambio de prioridades en la NASA para favorecer otras misiones, esta proyecto perdió sus fondos en 2005 y fue cancelada, su método de propulsión nuclear era tecnología muy ambiciosa, así como su construcción y ensamblaje en órbita.
La misión estaba planeada a ser lanzada en 2017, y sería la primera prueba de la NASA para el Proyecto Prometheus el cual tiene como objetivo primordial desarrollar un reactor de fisión nuclear como medio de propulsión.

## Especificaciones de la nave
Esta nave tendría muchas tecnologías revolucionarias, entre ellas su propulsión de motor de Ion llamado HiPEP y alimentado por un reactor de fisión nuclear. El sistema de conversión de poder Brayton sería el encargado de convertir el calor generado por la fisión en electricidad, proveyendo cientos de veces mejor que las celdas solares a la sonda, el exceso de energía daría una gran variedad de opciones para enriquecer la misión como un gran radar que penetrara el profundo hielo de las lunas y un transmisor de banda ancha para la información recopilada por la sonda.
Sus 8 motores de iones y propulsores Hall hubieran permitido darle a la sonda mejores órbitas a cada luna sin tener que ahorrar combustible en pasada rápidas logradas por maniobras orbitales.
A pesar de usar combustible nuclear el riesgo era mínimo debido a que los isótopos RTG tendrían una cubierta protectora reforzada para evitar daños a los instrumentos sensibles de la misión.
Northrop Grumman fue elegido como contratista para la misión en 2004, el monto de la licitación fue de 400 millones de dólares.
La misión tendría una duración de 20 años, y el peso de la sonda 1.500 kg, sería lanzado por un cohete Delta 4.